# Catageus
Catageus is een geslacht van de zweepspinnen (Amblypygi), familie Charinidae. Het geslacht bestaat uit één nog levende soort.

## Taxonomie
- Catageus pusillus - (Thorell, 1889)